# Purpose World Tour
 (mars 2016).
Si vous disposez d'ouvrages ou d'articles de référence ou si vous connaissez des sites web de qualité traitant du thème abordé ici, merci de compléter l'article en donnant les références utiles à sa vérifiabilité et en les liant à la section « Notes et références ».
Tournées par Justin Bieber
Believe Tour

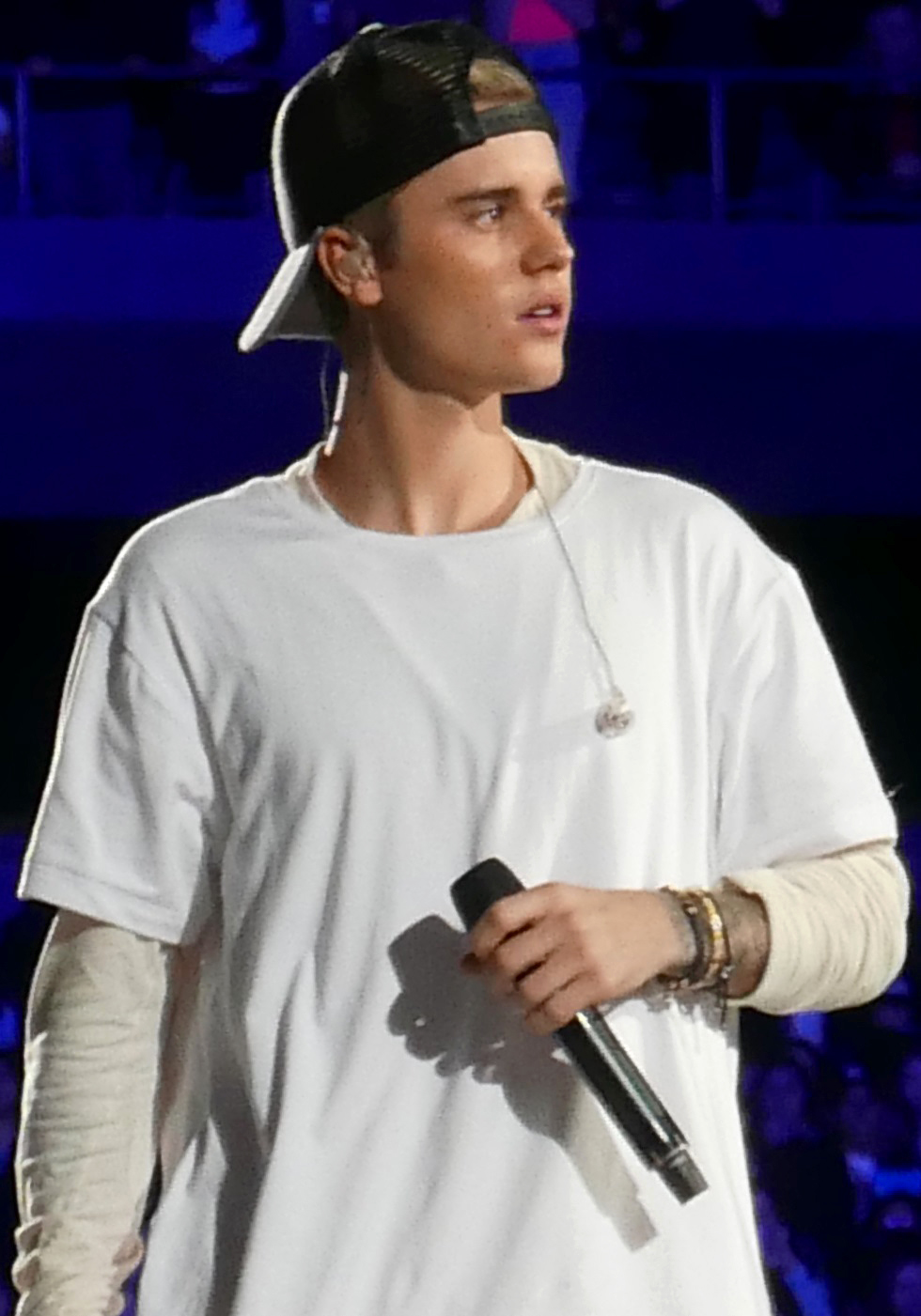

Purpose World Tour est la troisième tournée mondiale du chanteur canadien Justin Bieber.
La tournée est à l'appui de son quatrième album studio, Purpose.
Certaines dates voient Martin Garrix en première partie, d'autres The Knocks, Vic Mensa ou encore Halsey.
La tournée a commencé le 9 mars 2016, à Seattle dans l'État de Washington et devait se finir le 29 novembre 2016 à Londres mais une surprise a été dévoilée, le Purpose Tour continue jusqu'en 2017.
Le 24 juillet 2017, une annonce officielle est postée sur le compte facebook de Justin Bieber pour signaler l'annulation du reste du Purpose World Tour  et la suppression des 9 dernières dates aux États-Unis et 6 en Asie. Le message est le suivant : "À cause de raisons imprévues, Justin Bieber doit annuler le reste des concerts du Purpose World Tour. Justin Bieber aime ses fans et déteste les décevoir. Il remercie ses fans pour l'expérience incroyable de la tournée durant ces 18 derniers mois. Il est reconnaissant et honoré d'avoir partagé cette expérience avec son équipe lors des 150 concerts réussis à travers 6 continents. Cependant, après mûre réflexion il a décidé qu'il ne performera aucune des dates suivantes. Les tickets seront remboursés où ils furent achetés".

## Setlist
1. Intro / Mark My Words
2. Where Are Ü Now
3. Get Used to It
4. I'll Show You
5. The Feeling
6. Love Yourself
7. Cold Water (à partir du 13 août 16)
8. Fast Car (reprise de Tracy Chapman)
9. Boyfriend
10. Been You
11. Company
12. No Sense
13. Hold Tight
14. No Pressure
15. As Long As You Love Me
16. Children
17. Life is Worth Living
18. Let me Love you (à partir du 8 septembre 16)
19. What Do You Mean?
20. Baby
21. Purpose
22. Sorry

## Dates de la tournée
| Date              | Ville                 | Pays                   | Lieu                           | Affluence        | Revenu           |
| Amérique du Nord  | Amérique du Nord      | Amérique du Nord       | Amérique du Nord               | Amérique du Nord | Amérique du Nord |
| ----------------- | --------------------- | ---------------------- | ------------------------------ | ---------------- | ---------------- |
| 9 mars 2016       | Seattle               | États-Unis             | KeyArena                       | —                | —                |
| 11 mars 2016      | Vancouver             | Canada                 | Rogers Arena                   | —                | —                |
| 13 mars 2016      | Portland              | États-Unis             | Moda Center                    | —                | —                |
| 15 mars 2016      | Sacramento            | États-Unis             | Sleep Train Arena              | —                | —                |
| 17 mars 2016      | San José              | États-Unis             | SAP Center                     | —                |                  |
| 18 mars 2016      | Oakland               | États-Unis             | Oracle Arena                   | —                | —                |
| 20 mars 2016      | Los Angeles           | États-Unis             | Staples Center                 | —                | —                |
| 21 mars 2016      | Los Angeles           | États-Unis             | Staples Center                 | —                | —                |
| 23 mars 2016      | Los Angeles           | États-Unis             | Staples Center                 | —                | —                |
| 25 mars 2016      | Las Vegas             | États-Unis             | MGM Grand Garden Arena         | —                | —                |
| 26 mars 2016      | Fresno                | États-Unis             | Save Mart Center               | —                | —                |
| 29 mars 2016      | San Diego             | États-Unis             | Valley View Casino Center      | —                | —                |
| 30 mars 2016      | Glendale              | États-Unis             | Gila River Arena               | —                | —                |
| 2 avril 2016      | Salt Lake City        | États-Unis             | Vivint Smart Home Arena        | —                | —                |
| 4 avril 2016      | Denver                | États-Unis             | Pepsi Center                   | —                | —                |
| 6 avril 2016      | Kansas City           | États-Unis             | Sprint Center                  | —                | —                |
| 7 avril 2016      | Tulsa                 | États-Unis             | BOK Center                     |                  |                  |
| 9 avril 2016      | Houston               | États-Unis             | Toyota Center                  | —                | —                |
| 10 avril 2016     | Dallas                | États-Unis             | American Airlines Center       | —                | —                |
| 12 avril 2016     | Atlanta               | États-Unis             | Philips Arena                  | —                | —                |
| 13 avril 2016     | Atlanta               | États-Unis             | Philips Arena                  | —                | —                |
| 19 avril 2016     | Saint-Louis           | États-Unis             | Scottrade Center               | —                | —                |
| 20 avril 2016     | Louisville            | États-Unis             | KFC Yum! Center                | —                | —                |
| 21 avril 2016     | Rosemont              | États-Unis             | Allstate Arena                 | —                | —                |
| 23 avril 2016     | Rosemont              | États-Unis             | Allstate Arena                 | —                | —                |
| 25 avril 2016     | Auburn Hills          | États-Unis             | The Palace of Auburn Hills     | —                | —                |
| 26 avril 2016     | Cleveland             | États-Unis             | Quicken Loans Arena            | —                | —                |
| 28 avril 2016     | Columbus              | États-Unis             | Schottenstein Center           | —                | —                |
| 29 avril 2016     | Washington            | États-Unis             | Verizon Center                 | —                | —                |
| 4 mai 2016        | Brooklyn              | États-Unis             | Barclays Center                | —                | —                |
| 5 mai 2016        | Brooklyn              | États-Unis             | Barclays Center                | —                | —                |
| 7 mai 2016        | Philadelphie          | États-Unis             | Wells Fargo Center             | —                | —                |
| 8 mai 2016        | Philadelphie          | États-Unis             | Wells Fargo Center             | —                | —                |
| 10 mai 2016       | Boston                | États-Unis             | TD Garden                      | —                | —                |
| 11 mai 2016       | Boston                | États-Unis             | TD Garden                      | —                | —                |
| 13 mai 2016       | Ottawa                | Canada                 | Canadian Tire Centre           | —                | —                |
| 14 mai 2016       | Québec                | Canada                 | Centre Vidéotron               | —                | —                |
| 16 mai 2016       | Montréal              | Canada                 | Centre Bell                    | —                | —                |
| 18 mai 2016       | Toronto               | Canada                 | Air Canada Centre              | —                | —                |
| 19 mai 2016       | Toronto               | Canada                 | Air Canada Centre              | —                | —                |
| 11 juin 2016      | Winnipeg              | Canada                 | MTS Centre                     | —                | —                |
| 13 juin 2016      | Calgary               | Canada                 | Scotiabank Saddledome          | —                | —                |
| 14 juin 2016      | Edmonton              | Canada                 | Rexall Place                   | —                | —                |
| 16 juin 2016      | Saskatoon             | Canada                 | SaskTel Centre                 | —                | —                |
| 18 juin 2016      | Fargo                 | États-Unis             | Fargodome                      | —                | —                |
| 19 juin 2016      | Minneapolis           | États-Unis             | Target Center                  | —                | —                |
| 21 juin 2016      | Lincoln               | États-Unis             | Pinnacle Bank Arena            | —                | —                |
| 22 juin 2016      | Des Moines            | États-Unis             | Wells Fargo Arena              | —                | —                |
| 24 juin 2014      | Cincinnati            | États-Unis             | U.S. Bank Arena                | —                | —                |
| 25 juin 2016      | Indianapolis          | États-Unis             | Bankers Life Fieldhouse        | —                | —                |
| 27 juin 2016      | Nashville             | États-Unis             | Bridgestone Arena              | —                | —                |
| 29 juin 2016      | Jacksonville          | États-Unis             | Jacksonville Arena             | —                | —                |
| 30 juin 2016      | Orlando               | États-Unis             | Amway Center                   | —                | —                |
| 2 juillet 2016    | Miami                 | États-Unis             | American Airlines Arena        | —                | —                |
| 3 juillet 2016    | Miami                 | États-Unis             | American Airlines Arena        | —                | —                |
| 6 juillet 2016    | Greensboro            | États-Unis             | Greensboro Coliseum            | —                | —                |
| 7 juillet 2016    | Baltimore             | États-Unis             | Royal Farms Arena              | —                | —                |
| 9 juillet 2016    | Newark                | États-Unis             | Prudential Center              | —                | —                |
| 10 juillet 2016   | Hartford              | États-Unis             | XL Center                      | —                | —                |
| 12 juillet 2016   | Buffalo               | États-Unis             | First Niagara Center           | —                | —                |
| 13 juillet 2016   | Pittsburgh            | États-Unis             | Consol Energy Center           | —                | —                |
| 15 juillet 2016   | Atlantic City         | États-Unis             | Boardwalk Hall                 | —                | —                |
| 18 juillet 2016   | New York              | États-Unis             | Madison Square Garden          | —                | —                |
| 19 juillet 2016   | New York              | États-Unis             | Madison Square Garden          | —                | —                |
| Asie              |                       |                        |                                |                  |                  |
| 13 août 2016      | Chiba                 | Japon                  | Makuhari Messe                 | -                | -                |
| 14 août 2016      | Chiba                 | Japon                  | Makuhari Messe                 | -                | -                |
| Europe            |                       |                        |                                |                  |                  |
| 8 septembre 2016  | Kópavogur             | Islande                | Kórinn                         | -                | -                |
| 9 septembre 2016  | Kópavogur             | Islande                | Kórinn                         | -                | -                |
| 14 septembre 2016 | Berlin                | Allemagne              | Mercedes-Benz Arena            | -                | -                |
| 16 septembre 2016 | Munich                | Allemagne              | Olympiahalle                   | -                | -                |
| 18 septembre 2016 | Cologne               | Allemagne              | Lanxess Arena                  | -                | -                |
| 20 septembre 2016 | Paris                 | France                 | AccorHotels Arena              | -                | -                |
| 21 septembre 2016 | Paris                 | France                 | AccorHotels Arena              | -                | -                |
| 23 septembre 2016 | Bærum                 | Norvège                | Telenor Arena                  | -                | -                |
| 24 septembre 2016 | Bærum                 | Norvège                | Telenor Arena                  | -                | -                |
| 26 septembre 2016 | Helsinki              | Finlande               | Hartwall Arena                 | -                | -                |
| 27 septembre 2016 | Helsinki              | Finlande               | Hartwall Arena                 | -                | -                |
| 29 septembre 2016 | Stockholm             | Suède                  | Tele2 Arena                    | -                | -                |
| 30 septembre 2016 | Stockholm             | Suède                  | Tele2 Arena                    | -                | -                |
| 2 octobre 2016    | Copenhague            | Danemark               | Telia Parken                   | -                | -                |
| 5 octobre 2016    | Anvers                | Belgique               | Palais des sports              | -                | -                |
| 6 octobre 2016    | Anvers                | Belgique               | Palais des sports              | -                | -                |
| 8 octobre 2016    | Arnhem                | Pays-Bas               | GelreDome                      | -                | -                |
| 9 octobre 2016    | Arnhem                | Pays-Bas               | GelreDome                      | -                | -                |
| 11 octobre 2016   | Londres               | Royaume-Uni            | O2 Arena                       | -                | -                |
| 12 octobre 2016   | Londres               | Royaume-Uni            | O2 Arena                       | -                | -                |
| 14 octobre 2016   | Londres               | Royaume-Uni            | O2 Arena                       | -                | -                |
| 15 octobre 2016   | Londres               | Royaume-Uni            | O2 Arena                       | -                | -                |
| 17 octobre 2016   | Birmingham            | Royaume-Uni            | Barclaycard Arena              | -                | -                |
| 18 octobre 2016   | Birmingham            | Royaume-Uni            | Barclaycard Arena              | -                | -                |
| 20 octobre 2016   | Manchester            | Royaume-Uni            | Manchester Arena               | -                | -                |
| 21 octobre 2016   | Manchester            | Royaume-Uni            | Manchester Arena               | -                | -                |
| 23 octobre 2016   | Manchester            | Royaume-Uni            | Manchester Arena               | -                | -                |
| 24 octobre 2016   | Birmingham            | Royaume-Uni            | Genting Arena                  | -                | -                |
| 26 octobre 2016   | Sheffield             | Royaume-Uni            | Sheffield Arena                | -                | -                |
| 27 octobre 2016   | Glasgow               | Royaume-Uni            | The SSE Hydro                  | -                | -                |
| 28 octobre 2016   | Glasgow               | Royaume-Uni            | The SSE Hydro                  | -                | -                |
| 30 octobre 2016   | Glasgow               | Royaume-Uni            | The SSE Hydro                  | -                | -                |
| 1er novembre 2016 | Dublin                | Irlande                | 3Arena                         | -                | -                |
| 2 novembre 2016   | Dublin                | Irlande                | 3Arena                         | -                | -                |
| 8 novembre 2016   | Vienne                | Autriche               | Wiener Stadthalle              | -                | -                |
| 9 novembre 2016   | Zagreb                | Croatie                | Arena Zagreb                   | -                | -                |
| 11 novembre 2016  | Cracovie              | Pologne                | Tauron Arena                   | -                | -                |
| 12 novembre 2016  | Prague                | République tchèque     | O2 Arena                       | -                | -                |
| 14 novembre 2016  | Hambourg              | Allemagne              | Barclaycard Arena              | -                | -                |
| 16 novembre 2016  | Francfort-sur-le-Main | Allemagne              | Festhalle                      | -                | -                |
| 17 novembre 2016  | Zurich                | Suisse                 | Hallenstadion                  | -                | -                |
| 19 novembre 2016  | Bologne               | Italie                 | Unipol Arena                   | -                | -                |
| 20 novembre 2016  |                       | Italie                 | Unipol Arena                   | -                | -                |
| 22 novembre 2016  | Barcelone             | Espagne                | Palau Sant Jordi               | -                | -                |
| 23 novembre 2016  | Madrid                | Espagne                | Barclaycard Center             | -                | -                |
| 25 novembre 2016  | Lisbonne              | Portugal               | MEO Arena                      | -                | -                |
| 28 novembre 2016  | Londres               | Royaume-Uni            | O2 Arena                       | -                | -                |
| 29 novembre 2016  | Londres               | Royaume-Uni            | O2 Arena                       | -                | -                |
| Amérique du Nord  |                       |                        |                                |                  |                  |
| 15 février 2017   | Monterrey             | Mexique                | Estadio BBVA Bancomer          | -                | -                |
| 18 février 2017   | Mexico                | Mexique                | Foro Sol                       | -                | -                |
| 19 février 2017   | Mexico                | Mexique                | Foro Sol                       | -                | -                |
| 21 février 2017   | Mexico                | Mexique                | Foro Sol                       | -                | -                |
| Océanie           |                       |                        |                                |                  |                  |
| 6 mars 2017       | Perth                 | Australie              | NIB Stadium                    | -                | -                |
| 10 mars 2017      | Melbourne             | Australie              | Etihad Stadium                 | -                | -                |
| 13 mars 2017      | Brisbane              | Australie              | Suncorp Stadium                | -                | -                |
| 15 mars 2017      | Sydney                | Australie              | ANZ Stadium                    | -                | -                |
| 18 mars 2017      | Auckland              | Nouvelle-Zélande       | Mount Smart Stadium            | -                | -                |
| Amérique du Sud   |                       |                        |                                |                  |                  |
| 23 mars 2017      | Santiago              | Chili                  | Estadio Nacional de Chile      | -                | -                |
| 29 mars 2017      | Rio de Janeiro        | Brésil                 | Apotheosis Square              | -                | -                |
| 1er avril 2017    | Sao Paulo             | Brésil                 | Allianz Parque                 | -                | -                |
| 2 avril 2017      | Sao Paulo             | Brésil                 | Allianz Parque                 | -                | -                |
| 5 avril 2017      | Lima                  | Pérou                  | Estadio Nacional               | -                | -                |
| 8 avril 2017      | Quito                 | Équateur               | Estadio Olímpico Atahualpa     | -                | -                |
| 12 avril 2017     | Bogota                | Colombie               | Estadio El Campin              | -                | -                |
| Amérique Centrale |                       |                        |                                |                  |                  |
| 15 avril 2017     | Punta Cana            | République dominicaine | Hard Rock Hotel and Casino     | -                | -                |
| 18 avril 2017     | San Juan              | Porto Rico             | José Miguel Agrelot Coliseum   | -                | -                |
| 21 avril 2017     | Panama city           | Panama                 | Plaza Figali                   | -                | -                |
| 24 avril 2017     | San José              | Costa Rica             | Estadio Nacional de Costa Rica | -                | -                |
| Asie              |                       |                        |                                |                  |                  |
| 3 mai 2017        | Tel Aviv              | Israël                 | Yarkon Park                    | -                | -                |
| 6 mai 2017        | Dubaï                 | Émirats arabes unis    | Autism Rocks Arena             | -                | -                |
| Afrique           |                       |                        |                                |                  |                  |
| 14 mai 2017       | Johannesbourg         | Afrique du Sud         | FNB Stadium                    | -                | -                |
| 17 mai 2017       | Le Cap                | Afrique du Sud         | Cape Town Stadium              | -                | -                |
| Europe            |                       |                        |                                |                  |                  |
| 4 juin 2017       | Manchester            | Royaume-Uni            | Emirates Old Trafford          |                  |                  |
| 5 juin 2017       | Aarhus                | Danemark               | Jydsk Væddeløbsbane            | -                | -                |
| 7 juin 2017       | Stavanger             | Norvège                | Forus Travbane                 | -                | -                |
| 10 juin 2017      | Stockholm             | Suède                  | Gärdet                         | -                | -                |
| 15 juin 2017      | Berne                 | Suisse                 | Stade de Suisse                | -                | -                |
| 18 juin 2017      | Monza                 | Italie                 | Autodromo Nazionale Monza      | -                | -                |
| 21 juin 2017      | Dublin                | Irlande                | RDS Arena                      | -                | -                |
| 24 juin 2017      | Lille                 | France                 | Stade Pierre-Mauroy            | -                | -                |
| 25 juin 2017      | Frankfurt             | Allemagne              | Commerzbank-Arena              | -                | -                |
| 30 juin 2017      | Cardiff               | Royaume-Uni            | Principality Stadium           | -                | -                |
| 2 juillet 2017    | Londres               | Royaume-Uni            | Hyde Park                      | -                | -                |